# Шпенглер, Йорг
Йорг Шпенглер (нем. Jörg Spengler, 23 декабря 1938, Ремшайд, нацистская Германия — 26 ноября 2013, Нюрнберг, Германия) — западногерманский яхтсмен, бронзовый призёр летних Олимпийских игр в Монреале (1976).

## Спортивная карьера
В 1970-е гг. являлся одним из лучших яхтсменов в классе «Торнадо», представляя яхт-клуб «Норис». В 1970 г. становится чемпионом Европы, а в 1975 г. — вместе с Йоргом Шмаллем — чемпионом мира. На летних Олимпийских играх в Монреале (1976) немецкий дуэт завоевал бронзовую медаль. В 1977 г. вместе с Рольфом Дулленкопфом стал чемпионом мира в классе «Торнадо».
Являлся профессиональным архитектором, спроектировал здание яхт-клуба «Норис».